# Березовська сільська рада (Красногорський район)
Бере́зовська сільська рада (рос. Берёзовский сельский совет) — сільське поселення у складі Красногорського району Алтайського краю Росії.
Адміністративний центр — село Березовка.

## Населення
Населення — 1232 особи (2019; 1227 в 2010, 1497 у 2002).

## Склад
До складу сільської ради входять:
| Населений пункт     | Населення, осіб (2002) | Населення, осіб (2010) |
| ------------------- | ---------------------- | ---------------------- |
| Березовка, село     | 1360                   | 1187                   |
| Многопольне, селище | 137                    | 40                     |